# Flugunfall am Berliner Olympiastadion

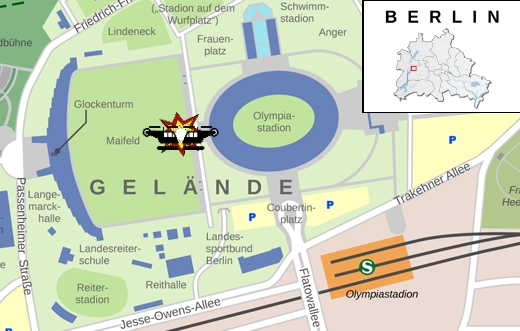
Ungefährer Unglücksort, südöstlich ist die S-Bahn-Station Olympiastadion

Zu einem Flugunfall am Berliner Olympiastadion kam es am 21. März 2013, als während einer Großübung ein Hubschrauber der Bundespolizei während der Landung mit einem anderen kollidierte.

## Ablauf

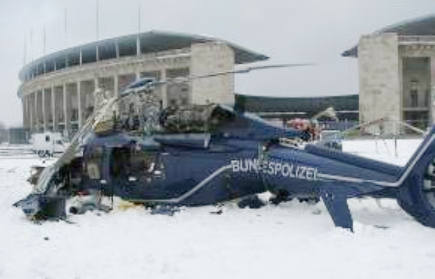
Der schwer beschädigte EC 155 B

Im Zuge einer Anti-Hooligan-Vollübung der Bundespolizei am 21. März 2013 am Bahnhof Berlin Olympiastadion sollten drei Hubschrauber der Behörde vor dem Stadion auf dem Maifeld landen, um Verstärkung für die am Bahnhof eingesetzten Polizeibeamten abzusetzen. Dabei handelte es sich um zwei AS 332 L1 Super Puma und einen EC 155 B. Die drei Polizeihubschrauber starteten um etwa 10:12 Uhr am Standort der Bundespolizei-Fliegerstaffel Blumberg. Am Olympiastadion in Berlin angekommen, flogen die Hubschrauber aus Zeitverzögerungsgründen zwei Vollkreise, da noch auf hochrangige Polizeivertreter gewartet wurde. Schließlich vergrößerten die Maschinen den Abstand zueinander, um mit der Landung zu beginnen. Der erste Hubschrauber, ein EC 155 B, landete um etwa 10:28 Uhr auf dem verschneiten Maifeld in der mit drei Polizeitransportbussen und mit Warnwesten gekleideten Polizeibeamten markierten Landezone am östlichen Rand des Maifelds. Dortige Insassen waren neben den Polizisten auch eine Journalistin. Während des Landevorgangs wurde durch den Rotorabwind eine Schneewalze aufgewirbelt, die der Pilot des EC 155 B an die Führer der anderen Hubschrauber meldete. Darauf begann eine Super Puma den Landeanflug in Flugrichtung gesehen rechts vom EC 155 B (vor dem Start wurde abgesprochen, hier links zu landen, aufgrund des Schneegestöbers wurde davon kurzfristig abgesehen) und wirbelte dabei zusätzlichen Neuschnee auf, so dass er, wie auch der EC 155 B, in einer Schneewolke verschwand. Die Super Puma schwebte etwa 30 Sekunden lang ohne aufzusetzen nah über dem Boden, wobei sie kontinuierlich feinen Schnee aufwirbelte. Der dritte Hubschrauber, ebenfalls eine Super Puma, befand sich zu dem Zeitpunkt in Flugrichtung gesehen links vom zuerst gelandeten EC 155 B im Landeanflug. Auch dabei wurde wieder Schnee aufgewirbelt. Nun waren die einweisenden Polizeibeamten sowie die bereits gelandeten Hubschrauber im Schneegestöber verschwunden. Der dritte Hubschrauber kam darauf einseitig mit dem rechten Hauptfahrwerk auf dem Boden auf und rollte um die Längsachse nach rechts, wo er ebenfalls in der Schneewolke verschwand. Er stürzte dort auf die Seite und seine Rotoren verkämmten sich mit denen des EC 155 B. Das Heck der Super Puma wurde abgetrennt. Hubschrauberteile flogen durch die Luft, die Umstehende und die Besatzung der Hubschrauber trafen. Ein einweisender Polizeibeamter wurde vom Rotorabwind des nach rechts rollenden Hubschraubers nach hinten umgeweht. Insgesamt wurden neun Menschen verletzt, davon vier schwer. Umherfliegende Wrackteile töteten den 40-jährigen Piloten der EC 155 B; zwei Insassen seiner Maschine wurden schwer verletzt. Die anderen beiden Schwerverletzten waren Umstehende. Der Flugtechniker des EC 155 B, der Pilot der zuletzt gelandeten Super Puma sowie drei Umstehende gehörten zu den Leichtverletzten. Die zwei verunglückten Maschinen wurden beide schwer beschädigt, genauso eines der zur Landemarkierung eingesetzten Polizeifahrzeuge. Die zuerst gelandete Super Puma trug nur leichte Kratzspuren an den Rotoren davon.

## Hubschrauber
Die EC 155 B ist ein auf bis zu 15 Insassen ausgelegter zweimotoriger Mehrzweckhubschrauber, der von Eurocopter hergestellt wird. Die Zulassung des Hubschraubermusters erfolgte im Jahr 2000. Der verunglückte Hubschrauber wurde im Jahr 2001 gebaut und trug die Werknummer 6601 sowie das Luftfahrzeugkennzeichen D-HLTM. Am 24. September 2012 wurde zuletzt eine Bescheinigung über die Prüfung der Lufttüchtigkeit (Airworthiness Review Certificate, kurz ARC) ausgestellt. Die Gesamtbetriebszeit lag beim Unfallzeitpunkt bei etwa 2099 Stunden.
Die zweite verunglückte Maschine war eine AS 332 L1, Beiname „Super Puma“. Das ebenfalls von Eurocopter fabrizierte Luftfahrzeug ist ein für bis zu 27 Insassen ausgelegter Mehrzweckhubschrauber. Das Hubschraubermuster wurde 1985 zugelassen. Die beim Unfall beteiligte Super Puma wurde 1988 gebaut und trug die Werknummer 2265 sowie das Kennzeichen D-HEGB. Zuletzt erhielt das Fahrzeug eine Bescheinigung über die Prüfung der Lufttüchtigkeit am 1. Februar 2013. Zum Unfallzeitpunkt hatte der Hubschrauber eine Gesamtbetriebszeit von etwa 3469 Stunden.
Alle beteiligten Hubschrauber waren mit Radarhöhenmessern ausgerüstet.

## Ermittlungen
Die Bundesstelle für Flugunfalluntersuchung und die Staatsanwaltschaft nahmen Ermittlungen zur Unfallursache auf, weiterhin wurde routinemäßig eine Mordkommission beim Berliner Landeskriminalamt eingerichtet, die jedoch nach Bekanntgabe der Obduktionsergebnisse des Opfers ihre Arbeit wieder einstellte. Der damalige Bundesinnenminister Hans-Peter Friedrich kündigte vor Ort eine schnelle Aufklärung des Unglücks an. Die Hubschrauberwracks wurden in der Nacht zum 22. März auf ein Gelände der Polizei in Ruhleben transportiert. Weiterhin kam die Obduktion des Opfers zu dem Ergebnis, dass dieses durch äußere Einwirkungen, offenbar verursacht durch die Kollision, getötet worden ist. Einen Zwischenbericht zum Unfallhergang hat die Bundesstelle für Flugunfalluntersuchungen (BFU) Ende Mai 2013 in ihrem Bulletin März 2013 veröffentlicht. Dort stellte sie unter anderem fest, dass alle beteiligten Piloten, Flugtechniker und Luftfahrzeuge die nötigen Zulassungen besaßen. Die BFU war bestrebt, spätestens zwölf Monate nach dem Unfall, also im März 2014, einen Abschlussbericht vorzulegen; dazu kam es schließlich mit der Veröffentlichung des Untersuchungsberichts vom 23. September 2014 am 8. Oktober 2014.

### Mutmaßungen zur Unfallursache
Die Vereinigung Cockpit vermutete am Folgetag die Unfallursache bei durch die Landung entstandenen Schneeverwirbelungen, durch die der Pilot die Orientierung verloren hätte (siehe auch Whiteout). Jedoch sei auch ein technischer Defekt nicht ausgeschlossen, so ein Sprecher der Berliner Feuerwehr am 21. März 2013.

### Ermittelte Unfallursache
Der Untersuchungsbericht vom Oktober 2014 rekonstruierte das Unfallgeschehen und kam zu dem Schluss, dass der Landevorgang der Hubschrauber unter Whiteout-Bedingungen stattfand. Diese seien unmittelbar zurückzuführen auf eine mangelhafte Kommunikation der Hubschrauberbesatzung und das gewählte Anflugverfahren, das zum Aufwirbeln von Schneewolken geführt habe und dazu, dass der Pilot die Referenz zu dem einweisenden Beamten auf dem Boden verloren habe. Weiterhin habe „eine verharschte Schneedecke unter dem pulvrigen Neuschnee“ ebenfalls zu einem Referenzverlust, hier zum Boden, geführt. Nach dem Eintritt des Referenzverlusts sei das Landemanöver nicht sofort abgebrochen worden. Weiterhin seien die Abstände zwischen den die Landezone markierenden Polizeibussen sowie den einweisenden Beamten zu eng gesetzt worden. Als systemische, also generell vorliegende Ursachen erkannte die BFU in ihrem Untersuchungsbericht zum einen „fehlende und teilweise kontraproduktive Anweisungen bezüglich der Besatzungskommunikation“, „nicht hinreichend beschriebene Verfahren und Ausbildung der Besatzungen für Schneelandungen“ sowie „unverbindliche Vorgaben für Mindestabstände zwischen Hubschraubern am Boden“.

### Sicherheitsempfehlungen
Die BFU schloss ihren Untersuchungsbericht vom Oktober 2014 mit dem Abschnitt „Sicherheitsempfehlungen“ ab. Hierin führte sie die Maßnahmen der Bundespolizei auf, die im Nachhinein unternommen wurden, um zukünftig besser auf solche Verhältnisse zu reagieren (siehe Abschnitt Reaktionen) und bekräftigte vor allem ältere Empfehlungen vom Januar 2006 und Februar 2011. So wird empfohlen, dass das Bundesverkehrsministerium „zur Gewährleistung eines hohen Niveaus der Flugsicherheit im Benehmen mit den für die Polizeien zuständigen Behörden des Bundes und der Länder luftrechtliche Regelungen für den Betrieb von Polizeihubschrauberstaffeln schaff[t]“, „die den besonderen Anforderungen polizeilicher Einsätze gerecht werden und ein Sicherheitsniveau garantieren, das dem für den gewerblichen Einsatz ziviler Hubschrauber vergleichbar ist […].“ Außerdem sollte das Bundesministerium „für alle Polizeihubschrauberstaffeln des Bundes und der Länder ein unabhängiges Kontrollgremium schaffen, das die Qualität, Sicherheit und Standardisierung des Flugbetriebs regelmäßig kontrolliert.“

## Kritik an der Übung
Es kamen nach dem Unglück kritische Stimmen auf, unter anderem von den Fraktionen von Bündnis 90/Die Grünen und der Linken im Berliner Abgeordnetenhaus, die den Sinn des Hubschraubereinsatzes bei der am Unglückstag herrschenden schlechten Sicht und das als „unrealistisch“ betitelte Einsatzszenario in Frage stellen. Mitarbeiter der Bundespolizei und die Vertreter der SPD und CDU sprachen jedoch davon, dass solche Übungen gerade bei schlechten Wetterverhältnissen sinnvoll seien, da Einsätze auch bei solchem Wetter durchgeführt werden müssten.

## Reaktionen
Neben Bundesinnenminister Friedrich sprachen auch der Regierende Bürgermeister Berlins Klaus Wowereit sowie der Berliner Innensenator Frank Henkel den Opfern und Angehörigen ihre Anteilnahme aus; letzterer als er den Unfallort am 21. März besuchte. Auch Bundeskanzlerin Angela Merkel sprach über ihren Pressesprecher Steffen Seibert ihr tiefes Mitgefühl aus.
Wolfgang Bosbach, der Vorsitzende des Innenausschusses im Bundestag, sagte, dass sich sein Gremium im Zuge einer Debatte zur Umstrukturierung der Bundespolizei auch mit dem Helikopterabsturz befassen werde. Die Oppositionsparteien im Berliner Abgeordnetenhauses kündigten an, dass auch der parlamentarische Innenausschuss ihres Hauses den Absturz behandeln werde.
Die Bundespolizei selber hat einige Monate nach dem Unfall festgelegt, wie bei Starts und Landungen auf aufwirbelndem Untergrund zu verfahren ist. Als mindestens einzuhaltenden Abstand zwischen landenden Hubschraubern wurden 70 Meter festgelegt. Außerdem steht als Reaktion auf den Unfall ein Flugsimulator-Übungsprogramm für Whiteout- und Brownout-Bedingungen zur Verfügung. Eine jährlich erneut vorzustellende Computerpräsentation „Winterflugeinweisung“ für Hubschrauberbesatzungen wurde ausgearbeitet. Diese geht auf Gefahren und Besonderheiten des Flugbetriebs bei Winterbedingungen ein und stellt Verfahren und Vorgaben vor. Für die verschiedenen Hubschraubermuster wurden sogenannte Safety-Cards angefertigt, die Insassen über Gefahrenbereiche um den Hubschrauber, dessen Notausrüstung und den korrekten Gebrauch der Sicherheitsgurte informieren.